# مارتین دوفیلد
مارتین دوفیلد (انگلیسی: Martin Duffield؛ زادهٔ ۲۸ فوریهٔ ۱۹۶۴) بازیکن فوتبال است.
از باشگاه‌هایی که در آن بازی کرده‌است می‌توان به باشگاه فوتبال کویینز پارک رنجرز اشاره کرد.
وی همچنین در تیم ملی فوتبال زیر ۱۸ سال انگلستان بازی کرده‌است.